# Erwin Lange
Erwin Lange (ur. 10 maja 1914 w Essen, zm. 30 października 1991 tamże) – niemiecki polityk, działacz partyjny i związkowy, od 1949 do 1980 deputowany Bundestagu, od 1970 do 1984 poseł do Parlamentu Europejskiego.

## Życiorys
Po ukończeniu gimnazjum od 1930 rozpoczął praktykę w zawodzie handlowca, przerwaną po roku. Później przyuczał się do zawodu zecera i pracował w tej branży. Pod koniec lat 20. należał do organizacji Sozialistische Arbeiterjugend, został też działaczem związków zawodowych. W 1931 przeszedł do SJVD, młodzieżówki Socjalistycznej Niemieckiej Partii Robotniczej. W 1932 wstąpił do komunistyczno-syndykalistycznej grupy Rote Kämpfer (kierował nią w Essen). W 1936 aresztowany przez Gestapo i następnie skazany na 3,5 roku więzienia za zdradę stanu. Podczas II wojny światowej w 1942 wcielony do Wehrmachtu, walczył w 999 Lekkiej Dywizji Afrykańskiej i od 1943 do 1946 przebywał w amerykańskiej niewoli. W 1947 zdał egzamin mistrzowski i objął kierownicze stanowisko w drukarni w Essen.
W 1945 wstąpił do Socjaldemokratycznej Partii Niemiec, kierował SPD w Dolnej Nadrenii i należał do krajowego zarządu. W latach 1949–1980 zasiadał w Bundestagu I, II, III, IV, V, VI, VII i VIII kadencji (jako jeden z najdłużej urzędujących parlamentarzystów w RFN i w 1980 jeden z siedmiu zasiadających w nim nieprzerwanie od pierwszej kadencji). Od 1970 do 1984 był posłem do Parlamentu Europejskiego, w 1979 wybrano go w wyborach powszechnych. Przystąpił do frakcji socjalistycznej, kierował w nim Komisją Ekonomiczną (1970–1975) i Komisją Budżetową (1978–1984). Należał również do Zgromadzenia Parlamentarnego NATO.

## Życie prywatne
Był ewangelikiem.